# Toyota Auris
Pour les articles homonymes, voir Auris (homonymie).
La Toyota Auris est une berline compacte produite par le constructeur automobile japonais Toyota depuis 2006. Il s'agit d'une berline deux volumes à hayon, à 3 ou 5 portes et qui succède à la Toyota Corolla en Europe ; laquelle Corolla reste produite, sur la même plate-forme, avec une carrosserie spécifique à trois volumes. En Australie, l'Auris est désignée par le nom Corolla.
L'Auris 2 est commercialisée de 2012 à 2018. Elle n'est plus commercialisée en 3 portes mais reçoit le soutien d'une carrosserie break.
En 2019, elle est remplacée en Europe par la douzième génération de Toyota Corolla. Mais cette dernière reprend le nom Auris pour sa commercialisation à Taïwan entre septembre 2018 et juillet 2020, date à laquelle elle est rebaptisée Corolla Sport, actant ainsi la disparition définitive du nom Auris.

## Première génération (2006 - 2012)

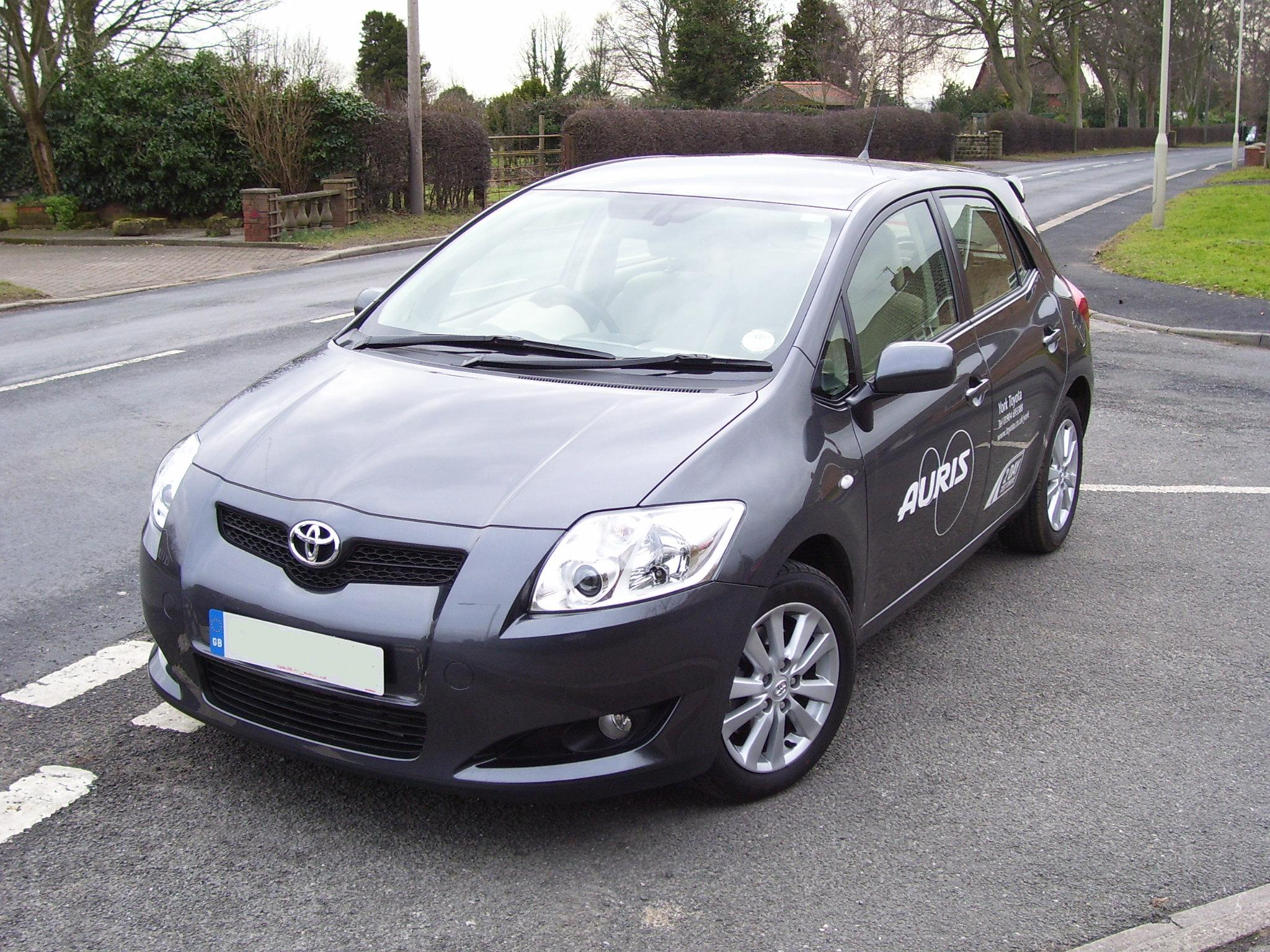
Toyota Auris I Phase I

Le véhicule a été dévoilé au Mondial de l'Automobile de Paris en octobre 2006. 
La Toyota Auris est commercialisée en Europe à partir de mars 2007.
L'habitacle se compose d'une console centrale formant une arche. L'apparition de deux petites flèches vertes (l'une dirigée vers le haut, l'autre vers le bas), indique au conducteur le moment le plus opportun pour changer de vitesse.

### En Europe
Sept motorisations sont disponibles (1 hybride, 3 essence et 3 diesel) :
- 1.8 à cycle Atkinson + Hybrid Synergy Drive (136 ch, la transmission est automatique à variateur de vitesse continu (CVT))
- 1.4 VVT-i (97 ch/boîte manuelle 5 vitesses)
- 1.6 DVVT-i (124 ch/boîte manuelle ou robotisée simple embrayage 5 vitesses)
- 1.8 Valvematic Kompressor K2 (240 ch / boîte manuelle 6 vitesses dotée d'un compresseur)
- 1.4 D-4D (90 ch/boîte manuelle ou robotisée simple embrayage 6 ou 5 vitesses)
- 2.0 D-4D (126 ch/boîte manuelle 6 vitesses)
- 2.2 D-4D (177 ch/boîte manuelle 6 vitesses)

Le mot Auris est dérivé du mot latin aurum qui signifie or (noblesse de l'or).

### Au Japon
Lancée dès octobre 2006 au Japon, l'Auris y fait une carrière assez discrète (et en 5 portes seulement), à l'ombre de celle de la Corolla qui demeure l'un des best-sellers de Toyota dans son pays d'origine. En 2010, la Corolla décroche  la septième place du marché japonais, avec 94 024 ventes alors que l'Auris ne pointe qu'a la 61e place avec seulement 18 606 exemplaires. 
La gamme japonaise de l'Auris se dispense de diesel et propose deux moteurs essence, 1,5 litre ou 1,8 litre, exclusivement associés à une boîte automatique à variateur (CVT). Au Japon, l'Auris est également disponible en quatre roues motrices.
Une version plus luxueuse et plus puissante, équipée d'un 2,4 litres essence (167 ch) ou même d'un V6 3,5 litres (280 ch), est également proposée, sous l'appellation Blade.

### L'Auris hybride «HSD»

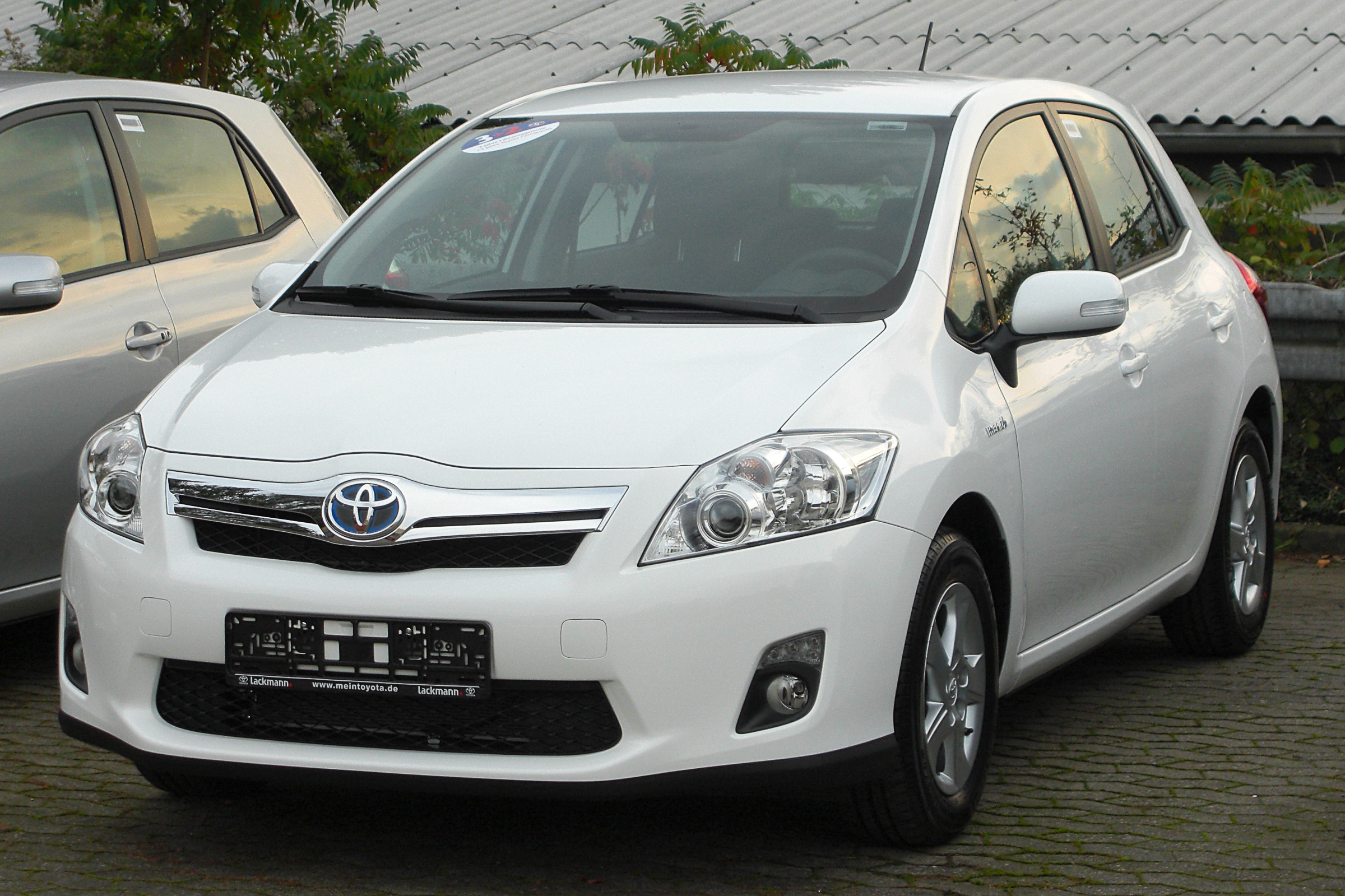
Toyota Auris HSD

Toyota a commercialisé depuis 2010 une version hybride de l'Auris. Cette version reprend le système Hybrid Synergy Drive de la Prius de troisième génération, avec une puissance combinée de 136 ch maximum.
Le moteur thermique 1,8 litre 99 ch à cycle d'Atkinson est couplé à deux moteurs électriques d'une puissance totale de 82 ch.
En 2010, Toyota a vendu 15 237 Auris hybrides en Europe et 32 725 en 2011. 

#### Consommation
Selon la norme CE : 
- Cycle urbain / extra-urbain / mixte de 3,8 à 4 l/100 km[1];
- Émissions de CO2 : cycle mixte de 89 à 93 g/km (A)[1].

## Seconde génération (2012 - 2018)

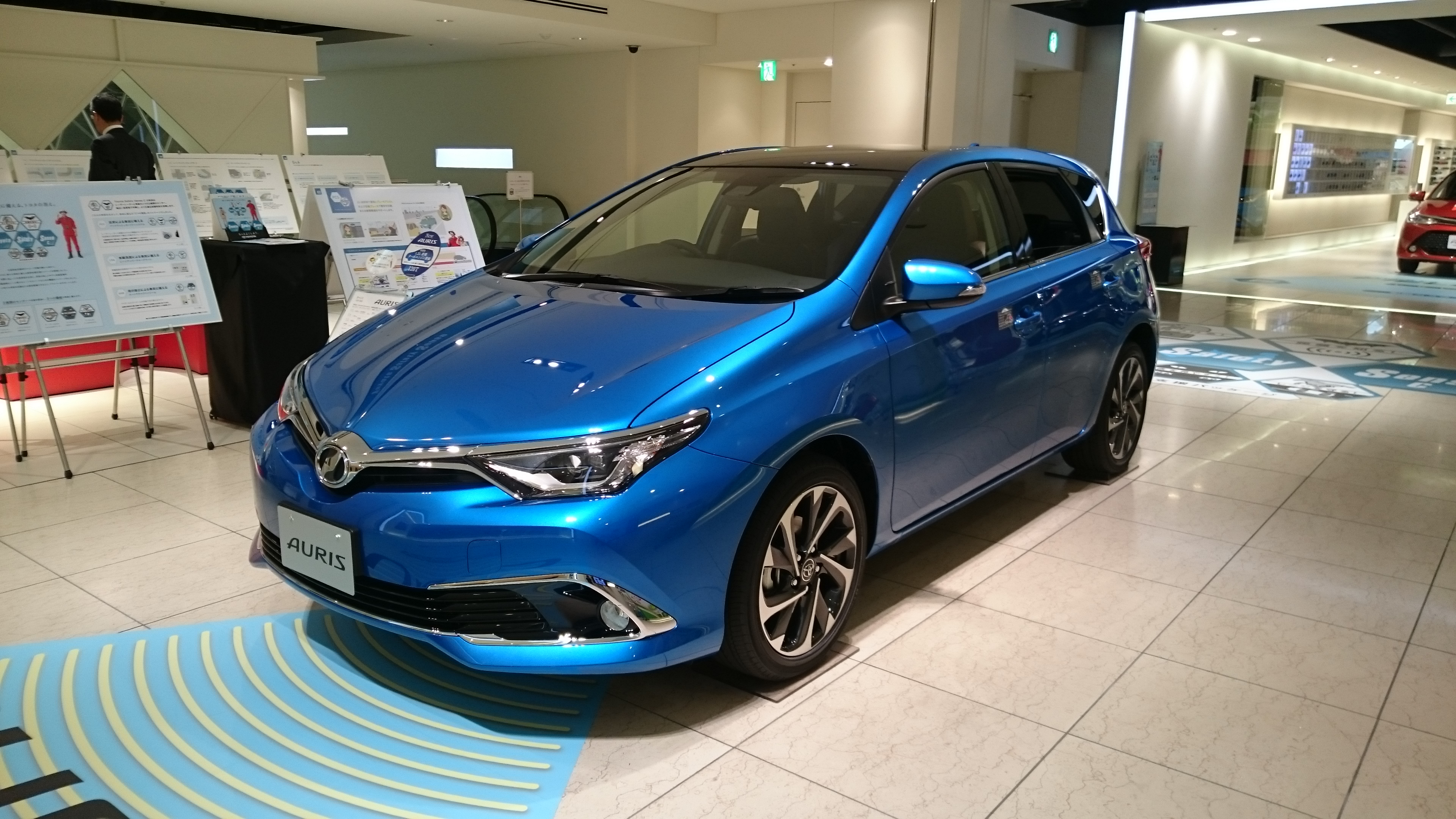
Toyota Auris II Phase II

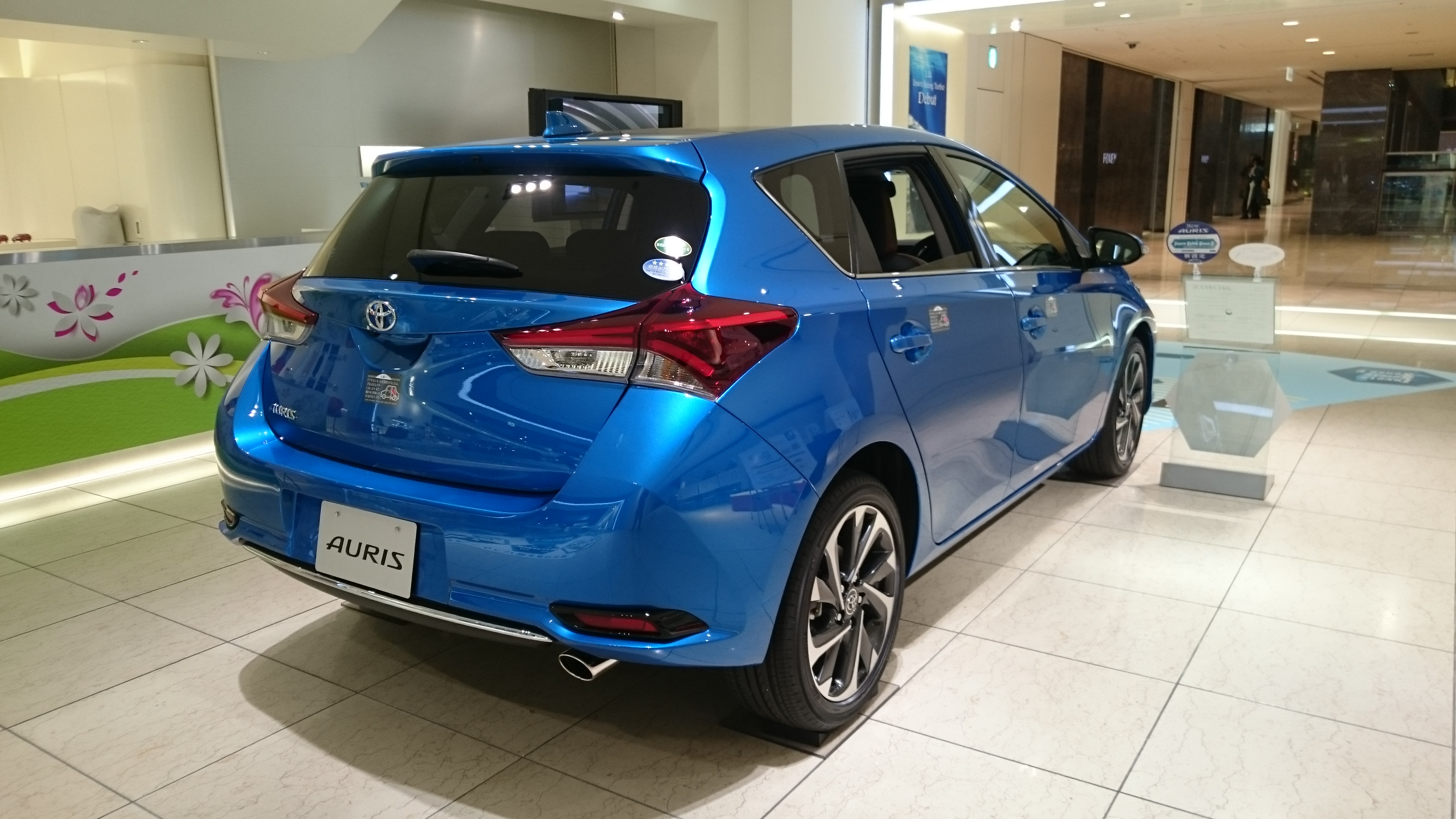
Toyota Auris II Phase II

### Phase 1
La phase 1 de l'Auris II est commercialisée de 2012 à 2015.
La version Touring Sport est légèrement plus longue et plus haute que la berline (4 595 mm de longueur, et 1 485 mm de hauteur).
La berline est vendue dans de nombreux pays d'Asie-Pacifique sous le nom de Toyota Corolla. Elle est également commercialisée aux États-Unis et au Canada sous le nom de Scion iM en 2015, puis de Toyota Corolla iM à partir de 2016. 

#### Motorisations
Essence : 1.33 vvti 100 ch - 1.2 Turbo 116 ch (à partir de 2015) - 1.6 VVti 132 ch
Diesel : 1.4 D-4D 90 ch - 2.0 D-4D 124 ch (remplacé par le 1.6 112 ch en 2015)
Hybride : 1.8 HSD 99 ch (136 ch combiné)

#### Finitions
- Touring Sports Salomon
- Collection

##### Séries spéciales
- Technoline
- Sports Freestyle

### Phase 2
La phase 2 de l'Auris II est commercialisée de 2015 à 2018.

#### Motorisations
L'Auris abandonne le diesel 2 litres 124 ch pour un 4-cylindres 1,6 litre de 112 ch provenant de BMW.
|                                            | 1.2 T 116            | 1.3 VVT-I 100        | 1.8 HSD 136                  | 1.4 D-4D 90          | 1.6 D-4D 112         |
| ------------------------------------------ | -------------------- | -------------------- | ---------------------------- | -------------------- | -------------------- |
| Carburant                                  | Essence              | Essence              | Essence + Hybride            | Diesel               | Diesel               |
| Moteur                                     | 4 cylindres turbo    | 4 cylindres          | 4 cylindres                  | 4 cylindres          | 4 cylindres          |
| Cylindrée                                  | 1 197 cm3            | 1 329 cm3            | 1 798 cm3                    | 1 364 cm3            | 1 598 cm3            |
| Puissance                                  | 116 ch               | 99 ch                | 136 ch                       | 90 ch                | 112 ch               |
| Couple                                     | 185 N m              | 128 N m              | 142 N m                      | 205 N m              | 270 N m              |
| Boîte de vitesses                          | Mécanique 6 rapports | Mécanique 6 rapports | Hybrid Synergy Drive (e-CVT) | Mécanique 6 rapports | Mécanique 6 rapports |
| Transmission                               | Traction             | Traction             | Traction                     | Traction             | Traction             |
| Accélération 0 à 100 km/h en               | 10 s                 | 12.6 s               | 10.9 s                       | 12.5 s               | 10 s                 |
| Vitesse maximale                           | 195 km/h             | 175 km/h             | 180 km/h                     | 180 km/h             | 195 km/h             |
| Consommation (urbaine/extra-urbaine/mixte) | 5.8/4.1/4.8 ℓ/100 km | 6.8/4.8/5.5 ℓ/100 km | 3.4/3.4/3.5 ℓ/100 km         | 4.4/3.6/3.9 ℓ/100 km | 5.1/3.8/4.3 ℓ/100 km |
| CO2                                        | 112 g/km             | 128 g/km             | 79 g/km                      | 101 g/km             | 110 g/km             |
| Masse (DIN)                                | 1190 kg              | 1150 kg              | 1310 kg                      | 1200 kg              | 1295 kg              |

### Finitions
Elle existe en cinq finitions :
- Tendance
- Dynamic
- Design
- Executive
- TechnoLine

## Troisième génération: Corolla XII (2018 - ...)
La troisième génération de la Toyota Auris est présentée au Salon international de l'automobile de Genève 2018. La marque ne présente que la carrosserie de la nouvelle Auris, l'habitacle étant dévoilé en fin d'année au Mondial Paris Motor Show 2018.
En août 2018, Toyota abandonne la dénomination "Auris", nom de sa berline pour le marché européen, au profit de Corolla, nom mondialement connu depuis 1966. C'est donc la 12e génération de Corolla qui est exposée au salon de Paris 2018. 
En revanche, entre 2018 et 2020, elle continue à utiliser le nom "Auris" à Taïwan en berline 5 portes et motorisée par un moteur 2.0 essence. À partir de 2020, elle est rebaptisée Corolla Sport, marquant la fin du nom Auris.